# Blepharita aulombardi
Blepharita aulombardi là một loài bướm đêm trong họ Noctuidae.